# Černobyl'
Černobyl' (in ucraino Чорнобиль?, Čornobyl', AFI: [tɕorˈnobɨlʲ]); in russo Чернобыль?, AFI: [tɕɪrˈnobɨlʲ]; in italiano anche Cernobil, è una città dell'Ucraina settentrionale, situata circa 130 km a nord di Kiev.
La fama della città è soprattutto legata al gravissimo incidente nucleare del 1986 (benché la nota centrale nucleare non si trovi lì, ma nei pressi della città di Pryp"jat', totalmente evacuata dopo l'esplosione); l'evento ha avuto un enorme impatto geografico e storico. La città di Černobyl', nonostante si trovi a solo 15km dalla centrale, è stata relativamente poco colpita dagli effetti delle radiazioni, che si sono diffusi velocemente verso nord, in Bielorussia (regione di Homel'), mentre a sud gli effetti sono stati relativamente marginali.
Sebbene il livello di radioattività sia ancora altissimo, esso risulta sceso a valori tra 100 e 1.000 volte inferiori ai dati registrati inizialmente.
Nel 1986 a Černobyl' vi erano circa 13.000 abitanti. Nella città vivono ancora operai impiegati per il risanamento della centrale e alcuni civili: si stima siano intorno a 500, dall'età media piuttosto avanzata e in zone specifiche. L'accesso alle aree di rischio è interdetto.

## Origini del nome
Il nome della città, Černobyl' in russo e Čornobyl' in ucraino, deriva da una combinazione tra černo- o čorno- (черно / чорно, "nero") e -byl (бил, "erba") quindi il suo significato letterale sarebbe "erba nera". La ragione di questo nome non è ben nota ed esistono varie ipotesi, una delle quali rinvia alla pianta arbustiva Artemisia vulgaris e alla parola che in lingua ucraina la indica.

## Storia

### Disastro nucleare

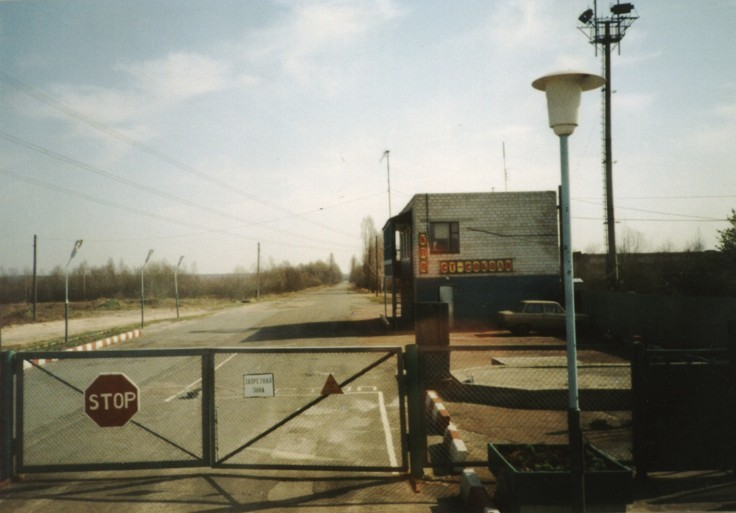
Ingresso alla "zona di alienazione"

Il nome di Černobyl' divenne famoso in tutto il mondo dopo il 26 aprile 1986, quando il reattore dell'unità 4 della centrale nucleare esplose in seguito a gravi errori del personale, nello specifico del Caposala Anatolij Djatlov che manteneva le procedure oltre i limiti consentiti per i test e ignorava gli allarmi che segnalavano la mancanza d'acqua nel reattore. A questo si sommarono gli errori di progettazione compiuti molti anni prima nella costruzione del reattore, creato con materiale leggero per mancanza di fondi.
La notte del 26 aprile 1986, durante l'esecuzione di un test nella locale centrale nucleare nel corso di una simulazione di un blackout, le barre di uranio del nocciolo del reattore nucleare si surriscaldarono fino alla fusione del nocciolo del reattore nº 4, con due conseguenti esplosioni non nucleari, ma con effetto in termini di contaminazione ambientale 200 volte superiore a quello di Hiroshima e Nagasaki, che fecero scoperchiare la copertura e disperdere nell'atmosfera grandi quantità di vapore contenente particelle radioattive.
All'inizio fu detto alla popolazione che nessuno era in pericolo e fu comunicato al governo che la radioattività era bassa, ma alcuni abitanti, intimiditi da alcune voci, scapparono, mentre altri non credevano che si trattasse di una catastrofe. Dodici ore dopo l'accaduto, a causa del vento, le radiazioni arrivarono nei pressi di una centrale nucleare in Svezia. Il governo svedese chiese spiegazioni alle autorità sovietiche. Per effetto di questa richiesta, 36 ore dopo l'incidente fu quindi dichiarato lo stato d'emergenza. Arrivarono mille pullman per prelevare 350.000 persone dalla città e dintorni. Fu detto agli abitanti che sarebbe stato solo un allontanamento temporaneo di tre giorni, ma la popolazione non fece più ritorno.
Furono necessari 15 giorni per spegnere parte dell'incendio e avviare la costruzione di una struttura di contenimento, chiamata sarcofago e costata circa un miliardo di dollari, per ricoprire poi il reattore distrutto. Intervennero 600.000 tra vigili del fuoco, medici e militari, detti i "liquidatori".
Le conseguenze sulla popolazione locale furono molto forti nelle prime fasi dell'incidente e durano ancora malgrado i decenni trascorsi.
Nei successivi 14 giorni la nube radioattiva trasportata dal vento arrivò in tutta Europa e raggiunse il Mediterraneo. La pioggia contribuì poi a riportare a terra le particelle radioattive che possono essere rilevate con un contatore Geiger a circa 10 centimetri sotto la superficie. Per due settimane operai ed elicotteristi dell'aviazione russa ricoprirono il nocciolo fuso dall'alto con sabbia a base di boro, silicati, dolomia e piombo, finché l'emissione di vapore radioattivo cessò sabato 10 maggio 1986. Nonostante le radiazioni emesse durante quella catastrofe, la città, con 800 anni di vita, riuscì a sopravvivere, anche se mutilata. Vi risiedono ancora operai governativi impegnati nella rimozione delle scorie nucleari. Circa 700 persone, per lo più anziani, hanno scelto di tornare alle loro case, incuranti del pericolo.
Nell'ottobre del 1988 si parlò di radere al suolo una parte della città a causa del forte inquinamento radioattivo, soluzione in seguito abbandonata per l'enorme quantitativo di particelle radioattive che si sarebbero sollevate assieme alle macerie degli edifici demoliti.

## Černobyl' dopo il disastro
La centrale di Černobyl' è stata mantenuta in funzione a regime parziale, continuando a fornire energia elettrica alla città di Kiev fino all'anno 2000, quando l'ultimo reattore in esercizio è stato spento.
Ad oggi Černobyl' è una città abitabile con servizi cittadini tra cui acqua, gas e internet. 
Dal 2011 il governo ucraino concede la possibilità di visitare i luoghi della catastrofe.